# Richardson Cup
Richardson Cup – drużynowe rozgrywki szachowe w Szkocji, odbywające się od 1899 roku, organizowane przez Chess Scotland.

## Historia
Puchar został ufundowany przez Jamesa Browna Richardsona. Ten przedsiębiorca i filantrop, chociaż nie umiał grać w szachy, był powiązany z tą dyscypliną poprzez swojego zmarłego w 1894 roku syna, który przez trzy miesiące był członkiem Stirling Chess Club. W 1898 roku przekazał trofeum swojego imienia na rzecz Scottish Chess Association. Pierwsza edycja odbyła się w sezonie 1898/1899. Rozgrywki od początku istnienia odbywały się systemem pucharowym, z wyjątkiem lat 1907–1909, kiedy były rozgrywane systemem ligowym. Początkowo liczba zawodników na zespół wynosiła pięciu, w 1910 roku zwiększono ją do siedmiu. Od 1957 roku liczba drużyn uczestniczących w pucharze wynosiła dwanaście. W 1974 roku wprowadzono obowiązek wystawienia przez każdy klub ósmego zawodnika. W roku 1979 zainaugurowano format, w którym rywalizuje szesnaście klubów.

## Charakterystyka
Puchar przez Chess Scotland jest uznawany za mistrzostwa Szkocji. W rozgrywkach może uczestniczyć maksymalnie szesnaście drużyn, po ośmiu zawodników w każdej. Udział w finale uprawnia do uczestnictwa w Pucharze Europy.

## Finaliści
Źródło: Chess Scotland
| Sezon     | 1. miejsce                                        | Wynik                                             | 2. miejsce                                        |
| --------- | ------------------------------------------------- | ------------------------------------------------- | ------------------------------------------------- |
| 1898/1899 | Dundee Chess Club                                 | 3½:1½                                             | Edinburgh Chess Club                              |
| 1898/1899 | Dundee Chess Club                                 | 3½:1½                                             | Edinburgh Chess Club                              |
| 1899/1900 | Glasgow Chess Club                                | 3:2                                               | Edinburgh Chess Club                              |
| 1900/1901 | Edinburgh Chess Club                              | 4:1                                               | Glasgow Chess Club                                |
| 1901/1902 | Glasgow Chess Club                                | 3½:1½                                             | Edinburgh Chess Club                              |
| 1902/1903 | Glasgow Chess Club                                | 3½:1½                                             | Burns Chess Club                                  |
| 1903/1904 | Edinburgh Chess Club                              | 3:2                                               | Queen’s Park Chess Club                           |
| 1904/1905 | Glasgow Chess Club                                | 3½:1½                                             | Burns Chess Club                                  |
| 1905/1906 | Glasgow Chess Club                                | 4½:½                                              | Burns Chess Club                                  |
| 1906/1907 | Glasgow Chess Club                                | system ligowy                                     | Edinburgh Chess Club                              |
| 1907/1908 | Edinburgh Chess Club                              | system ligowy                                     | Glasgow Chess Club                                |
| 1908/1909 | Edinburgh Chess Club                              | system ligowy                                     | Glasgow Chess Club                                |
| 1909/1910 | Edinburgh Chess Club                              | ?                                                 | Glasgow Chess Club                                |
| 1910/1911 | Glasgow Chess Club                                | 4:3                                               | Athenaeum Chess Club                              |
| 1911/1912 | Glasgow Chess Club                                | 4½:2½                                             | Edinburgh Chess Club                              |
| 1912/1913 | Glasgow Chess Club                                | 5:2                                               | Bohemians Chess Club                              |
| 1913/1914 | Central Chess Club                                | 4:3                                               | Glasgow Chess Club                                |
| 1914/1915 | Glasgow Chess Club                                | 5:2                                               | Central Chess Club                                |
| 1916–1919 | zawody nie odbyły się z powodu I wojny światowej  | zawody nie odbyły się z powodu I wojny światowej  | zawody nie odbyły się z powodu I wojny światowej  |
| 1919/1920 | Edinburgh Chess Club                              | 4:3                                               | Glasgow Chess Club                                |
| 1920/1921 | Glasgow Chess Club                                | 4:3                                               | Edinburgh Chess Club                              |
| 1921/1922 | Glasgow Chess Club                                | 4½:2½                                             | Edinburgh Chess Club                              |
| 1922/1923 | Edinburgh Chess Club                              | 5:2                                               | Central Chess Club                                |
| 1923/1924 | Edinburgh Chess Club                              | 4½:2½                                             | Glasgow Chess Club                                |
| 1924/1925 | Central Chess Club                                | 5:2                                               | Glasgow Chess Club                                |
| 1925/1926 | Glasgow Chess Club                                | 4½:2½                                             | Central Chess Club                                |
| 1926/1927 | Glasgow Chess Club                                | 4:3                                               | Bohemians Chess Club                              |
| 1927/1928 | Edinburgh Chess Club                              | 4½:2½                                             | Jewish Chess Club                                 |
| 1928/1929 | Central Chess Club                                | 5½:1½                                             | Glasgow Chess Club                                |
| 1929/1930 | Glasgow Chess Club                                | 5½:1½                                             | Bohemians Chess Club                              |
| 1930/1931 | Edinburgh Chess Club                              | 4½:2½                                             | Bohemians Chess Club                              |
| 1931/1932 | Glasgow Chess Club                                | 4:3                                               | Edinburgh Chess Club                              |
| 1932/1933 | Glasgow Chess Club                                | 5:2                                               | Central Chess Club                                |
| 1933/1934 | Glasgow Chess Club                                | 4½:2½                                             | Edinburgh Chess Club                              |
| 1934/1935 | Edinburgh Chess Club                              | 4½:2½                                             | Glasgow Chess Club                                |
| 1935/1936 | Glasgow Chess Club                                | 4:3                                               | Edinburgh Chess Club                              |
| 1936/1937 | Edinburgh Chess Club                              | 6:1                                               | Edinburgh Civil Service Chess Club                |
| 1937/1938 | Glasgow Chess Club                                | 4:3                                               | Edinburgh Chess Club                              |
| 1938/1939 | Edinburgh Civil Service Chess Club                | 4:3                                               | Edinburgh Chess Club                              |
| 1940–1945 | zawody nie odbyły się z powodu II wojny światowej | zawody nie odbyły się z powodu II wojny światowej | zawody nie odbyły się z powodu II wojny światowej |
| 1945/1946 | Edinburgh Chess Club                              | 4½:2½                                             | Stockbridge Chess Club                            |
| 1946/1947 | Edinburgh Chess Club                              | 4½:2½                                             | Glasgow Chess Club                                |
| 1947/1948 | Edinburgh Chess Club                              | 4½:2½                                             | Glasgow Chess Club                                |
| 1948/1949 | Bohemians Chess Club                              | 4½:2½                                             | Glasgow Chess Club                                |
| 1949/1950 | Edinburgh Chess Club                              | 5:2                                               | Glasgow Chess Club                                |
| 1950/1951 | Glasgow Chess Club                                | 3½:3½                                             | Edinburgh Chess Club                              |
| 1951/1952 | Glasgow Polytechnic Chess Club                    | 4½:2½                                             | Bohemians Chess Club                              |
| 1952/1953 | Edinburgh Chess Club                              | 5½:1½                                             | Dundee Chess Club                                 |
| 1953/1954 | Glasgow Chess Club                                | 4:3                                               | Bon Accord Chess Club                             |
| 1954/1955 | Glasgow Chess Club                                | 6:1                                               | Bohemians Chess Club                              |
| 1955/1956 | Glasgow Chess Club                                | 4½:2½                                             | Bohemians Chess Club                              |
| 1956/1957 | Glasgow Polytechnic Chess Club                    | 4½:2½                                             | Bon Accord Chess Club                             |
| 1957/1958 | Edinburgh Chess Club                              | 4:3                                               | Bon Accord Chess Club                             |
| 1958/1959 | Edinburgh Chess Club                              | 4:3                                               | Glasgow Chess Club                                |
| 1959/1960 | Glasgow Chess Club                                | 4:3                                               | Edinburgh Chess Club                              |
| 1960/1961 | Glasgow Chess Club                                | 5:2                                               | Edinburgh Chess Club                              |
| 1961/1962 | Edinburgh Chess Club                              | 4:3                                               | Edinburgh Civil Service Chess Club                |
| 1962/1963 | Glasgow Chess Club                                | 7:0                                               | Edinburgh Chess Club                              |
| 1963/1964 | Glasgow Chess Club                                | 5:2                                               | Edinburgh Chess Club                              |
| 1964/1965 | Glasgow Chess Club                                | 4:3                                               | Glasgow Polytechnic Chess Club                    |
| 1965/1966 | Glasgow Chess Club                                | 4:3                                               | Glasgow University Union Chess Club               |
| 1966/1967 | Glasgow Chess Club                                | 4:3                                               | Glasgow University Union Chess Club               |
| 1967/1968 | Glasgow University Union Chess Club               | 4½:2½                                             | Edinburgh Chess Club                              |
| 1968/1969 | Glasgow University Union Chess Club               | 4:3                                               | Glasgow Chess Club                                |
| 1969/1970 | Cathcart Chess Club                               | 4:3                                               | Glasgow Chess Club                                |
| 1970/1971 | Glasgow University Union Chess Club               | 4:3                                               | Glasgow Chess Club                                |
| 1971/1972 | Glasgow University Union Chess Club               | 4½:2½                                             | Glasgow Chess Club                                |
| 1972/1973 | Glasgow Chess Club                                | 4:3                                               | Glasgow University Union Chess Club               |
| 1973/1974 | Cathcart Chess Club                               | 5½:2½                                             | Dundee Chess Club                                 |
| 1974/1975 | Giffnock Chess Club                               | 4½:3½                                             | Glasgow Chess Club                                |
| 1975/1976 | Bearsden Chess Club                               | 5½:2½                                             | Giffnock Chess Club                               |
| 1976/1977 | Edinburgh University Chess Club                   | 4½:3½                                             | Glasgow Polytechnic Chess Club                    |
| 1977/1978 | Glasgow Polytechnic Chess Club                    | 5½:2½                                             | Cathcart Chess Club                               |
| 1978/1979 | Glasgow Polytechnic Chess Club                    | 5:3                                               | Cathcart Chess Club                               |
| 1979/1980 | Glasgow Chess Club                                | 4½:3½                                             | Cathcart Chess Club                               |
| 1980/1981 | Edinburgh Chess Club                              | 4½:3½                                             | Cathcart Chess Club                               |
| 1981/1982 | Edinburgh Chess Club                              | 6:2                                               | Glasgow Chess Club                                |
| 1982/1983 | Castlemilk Chess Club                             | 5:3                                               | Edinburgh Chess Club                              |
| 1983/1984 | Shettleston Chess Club                            | 5½:2½                                             | Cathcart Chess Club                               |
| 1984/1985 | Dundee Chess Club                                 | 4:4                                               | Cathcart Chess Club                               |
| 1985/1986 | Glasgow Polytechnic Chess Club                    | 5:3                                               | Edinburgh Chess Club                              |
| 1986/1987 | Edinburgh Chess Club                              | 5:3                                               | Glasgow Polytechnic Chess Club                    |
| 1987/1988 | Wandering Dragons Chess Club                      | 4:4                                               | Glasgow Polytechnic Chess Club                    |
| 1988/1989 | Dundee Chess Club                                 | 4½:3½                                             | Glasgow Polytechnic Chess Club                    |
| 1989/1990 | Dundee Chess Club                                 | 4:4                                               | Wandering Dragons Chess Club                      |
| 1990/1991 | Dundee Chess Club                                 | 4:4                                               | Glasgow Polytechnic Chess Club                    |
| 1991/1992 | Paisley YMCA Chess Club                           | 5:3                                               | Glasgow Polytechnic Chess Club                    |
| 1992/1993 | Paisley YMCA Chess Club                           | 4½:3½                                             | Dundee & Victoria Chess Club                      |
| 1993/1994 | Paisley YMCA Chess Club                           | 5½:2½                                             | Dundee & Victoria Chess Club                      |
| 1994/1995 | Dundee & Victoria Chess Club                      | 4:4                                               | Glasgow Polytechnic Chess Club                    |
| 1995/1996 | Glasgow Polytechnic Chess Club                    | 5:3                                               | Dundee & Victoria Chess Club                      |
| 1996/1997 | Crowwood Chess Club                               | 5½:2½                                             | Edinburgh West Chess Club                         |
| 1997/1998 | Crowwood Chess Club                               | 4½:3½                                             | Glasgow Polytechnic Chess Club                    |
| 1998/1999 | Glasgow Polytechnic Chess Club                    | 6:2                                               | Dundee & Victoria Chess Club                      |
| 1999/2000 | Glasgow Polytechnic Chess Club                    | 6:2                                               | Edinburgh West Chess Club                         |
| 2000/2001 | Glasgow Polytechnic Chess Club                    | 7½:½                                              | Bon Accord Chess Club                             |
| 2001/2002 | Glasgow Polytechnic Chess Club                    | 6:2                                               | Edinburgh West Chess Club                         |
| 2002/2003 | Glasgow Polytechnic Chess Club                    | 5½:2½                                             | Edinburgh West Chess Club                         |
| 2003/2004 | Glasgow Polytechnic Chess Club                    | 5:3                                               | Edinburgh West Chess Club                         |
| 2004/2005 | Hamilton Chess Club                               | 5½:2½                                             | Edinburgh West Chess Club                         |
| 2005/2006 | Glasgow Polytechnic Chess Club                    | 4½:3½                                             | Hamilton Chess Club                               |
| 2006/2007 | Hamilton Chess Club                               | 4½:3½                                             | Cathcart Chess Club                               |
| 2007/2008 | Edinburgh West Chess Club                         | 4½:3½                                             | Cathcart Chess Club                               |
| 2008/2009 | Glasgow Polytechnic Chess Club                    | 4:4                                               | Hamilton Chess Club                               |
| 2009/2010 | Hamilton Chess Club                               | 5½:2½                                             | Wandering Dragons Chess Club                      |
| 2010/2011 | Glasgow Polytechnic Chess Club                    | 4½:3½                                             | Edinburgh Chess Club                              |
| 2011/2012 | Edinburgh West Chess Club                         | 4½:3½                                             | Wandering Dragons Chess Club                      |
| 2012/2013 | Edinburgh Chess Club                              | 5½:2½                                             | Edinburgh West Chess Club                         |
| 2013/2014 | Bon Accord Chess Club                             | 5:3                                               | Wandering Dragons Chess Club                      |
| 2014/2015 | Edinburgh West Chess Club                         | 5:3                                               | Edinburgh Chess Club                              |
| 2015/2016 | Edinburgh Chess Club                              | 7:1                                               | Bon Accord Chess Club                             |
| 2016/2017 | Glasgow Polytechnic Chess Club                    | 5:3                                               | Edinburgh Chess Club                              |
| 2017/2018 | Bon Accord Chess Club                             | 7:1                                               | Glasgow Polytechnic Chess Club                    |
| 2019      | Edinburgh West Chess Club                         | 4½:3½                                             | Edinburgh Chess Club                              |
| 2020–2022 | zawody nie odbyły się z powodu pandemii COVID-19  | zawody nie odbyły się z powodu pandemii COVID-19  | zawody nie odbyły się z powodu pandemii COVID-19  |
| 2023      | Edinburgh Chess Club                              | 6:2                                               | Edinburgh West Chess Club                         |
| 2024      | Edinburgh Chess Club                              | 5½:2½                                             | Dundee Chess Club                                 |

1. 1 2 3 4  Mecz powtórzony.
2. ↑  Mecz powtórzony dwukrotnie.
3. ↑  Mecz powtórzony, zwycięzca wyłoniony dzięki zasadzie Bottom Board Elimination.
4. 1 2 3 4 5 6  Zwycięzca wyłoniony dzięki zasadzie Board Count.